# Brest Challenger 1996
Il Brest Challenger 1996 è stato un torneo di tennis facente parte della categoria ATP Challenger Series nell'ambito dell'ATP Challenger Series 1996. Il torneo si è giocato a Brest in Francia dal 21 al 27 ottobre 1996 su campi in cemento indoor.

## Vincitori

### Singolare
Guillaume Raoux ha battuto in finale  Karol Kučera con il punteggio di 6–4, 4–6, 6–1.

### Doppio
Donald Johnson /  Mark Keil hanno battuto in finale  Kelly Jones /  Dave Randall con il punteggio di 6–4, 6–2.